# Saint-Pierre-de-Mézoargues
Saint-Pierre-de-Mézoargues är en kommun i departementet Bouches-du-Rhône i regionen Provence-Alpes-Côte d'Azur i sydöstra Frankrike. Kommunen ligger  i kantonen Tarascon som ligger i arrondissementet Arles. År 2022 hade Saint-Pierre-de-Mézoargues 228 invånare.

## Befolkningsutveckling
Antalet invånare i kommunen Saint-Pierre-de-Mézoargues
Referens:INSEE